# Schan (Fisch)
Der Schan, seltener auch Schleimlerche, (Lipophrys pholis) ist eine Art der Schleimfische, die im nordöstlichen Atlantik anzutreffen ist.

## Merkmale
Der Schan besitzt einen langgestreckten und seitlich abgeflachten Körper und hat wie alle Vertreter der Schleimfische keine Schuppen. Er erreicht eine Körperlänge bis 18 Zentimeter. Der Kopf ist groß und nicht wie bei anderen Arten mit Tentakeln ausgestattet, die großen Augen liegen hoch angelegt an den Kopfseiten, und das Maul reicht bis unter die Augen. Die Färbung kann stark variieren: in der Regel ist der Körper braun bis olivfarben mit 6 bis 7 Querbalken und weißen Punkten, die in Reihen angeordnet sind.
Die Rückenflosse reicht vom Kopfansatz bis kurz vor den Übergang zur einteiligen Schwanzflosse und besitzt eine Einbuchtung im Bereich des Übergangs zwischen den 11 bis 12 Hart- und den 18 bis 20 Glieder- bzw. Weichstrahlen. Die fadenförmigen Bauchflossen sind kehlständig, liegen also vor den Brustflossen und bestehen aus einem harten und 3 weichen Strahlen. Die paarigen Brustflossen besitzen 13 Flossenstrahlen und die Afterflosse 2 Hartstrahlen und 19 Weichstrahlen. Die Schwimmblase fehlt allen Schleimfischen.

## Verbreitung
Der Schan ist in den Küstenbereichen des Nordostatlantiks von Norwegen bis nach Marokko einschließlich der Nordsee sowie im Mittelmeer anzutreffen.

## Lebensweise
Die Fische leben im Brandungsbereich an Felsküsten und in Gezeitentümpeln als Bodenfisch in Tiefen bis etwa acht Metern, wobei sie sich im Winter in tiefere Bereiche zurückziehen. Bei Bedrohung versteckt sich der Schan in Algenbeständen und Felsspalten. Er ernährt sich von kleinen, bodenlebenden Wirbellosen wie Seepocken, Kleinkrebsen wie Amphipoden sowie Schnecken.
Die Weibchen laichen von April bis August in meist drei Laichperioden und legen die Eier unter Steine und in Felsspalten im gezeitenbeeinflussten Bereich ab. Die Eier sind klebrig und gelb gefärbt, sie haben eine Größe von 0,8 bis 1,2 Millimetern. Die Männchen bewachen die Gelege mehrerer Weibchen und befächeln sie, betreiben also aktive Brutpflege. Nach sechs bis acht Wochen schlüpfen die Jungfische mit einer Länge von fünf Millimetern. Die Gesamtlebensdauer des Schans kann mehr als zehn Jahre betragen.